# Favreuil British Cemetery
Le  Favreuil British Cemetery  est un cimetière militaire de la Première Guerre mondiale, situé sur le territoire de la commune de Favreuil, dans le département du Pas-de-Calais, au sud d'Arras.

## Localisation
Ce cimetière est situé à 500 m à l'est du village, rue de Beugnâtre. Il est implanté à une cinquantaine de mètres de la chaussée.

## Histoire

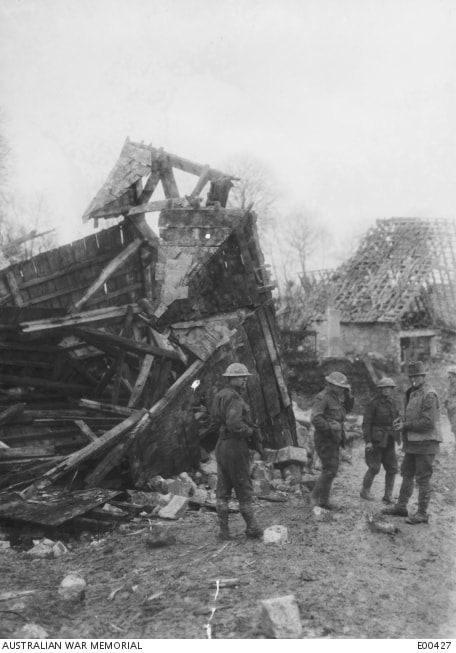
Soldats australiens dans les ruines du village en 1917.

Aux mains des Allemands dès fin août 1914, le village restera loin des combats jusqu'en mars 1917, date à laquelle les Allemands  évacueront tous les habitants et détruiront  les habitations pour transformer la zone en un no man’s land à la suite de leur retrait sur la ligne Hindenburg.

Le village de Favreuil est pris en mars 1971 après le retrait des Allemands sur la ligne Hindenburg. Il est perdu en mars 1918 lors de l'offensive du Printemps de l'armée allemande et sera repris définitivement en août suivant lors de la percée de la Ligne Hindenburg .
Ce cimetière a été commencé en avril 1917 et utilisé jusqu'en mars 1918 par des unités combattantes (en particulier de la 62e division (West Riding)) et des ambulances de campagne. D'autres sépultures ont été faites en août et septembre 1918, et après l'armistice, des tombes britanniques ont été apportées des champs de bataille voisins et d'autres lieux de sépulture. Ce cimetère comporte 396 sépultures de soldats du Commonwhealt dont 11 non identifiées. Il y a également 16 tombes  de soldats allemands.

## Caractéristiques
Ce cimetière a un plan rectangulaire de 70 × 25 m et est entouré d'un muret de moellons. Le cimetière a été conçu par les architectes britanniques Edwin Lutyens et William Harrison Cowlishaw.

## Galerie

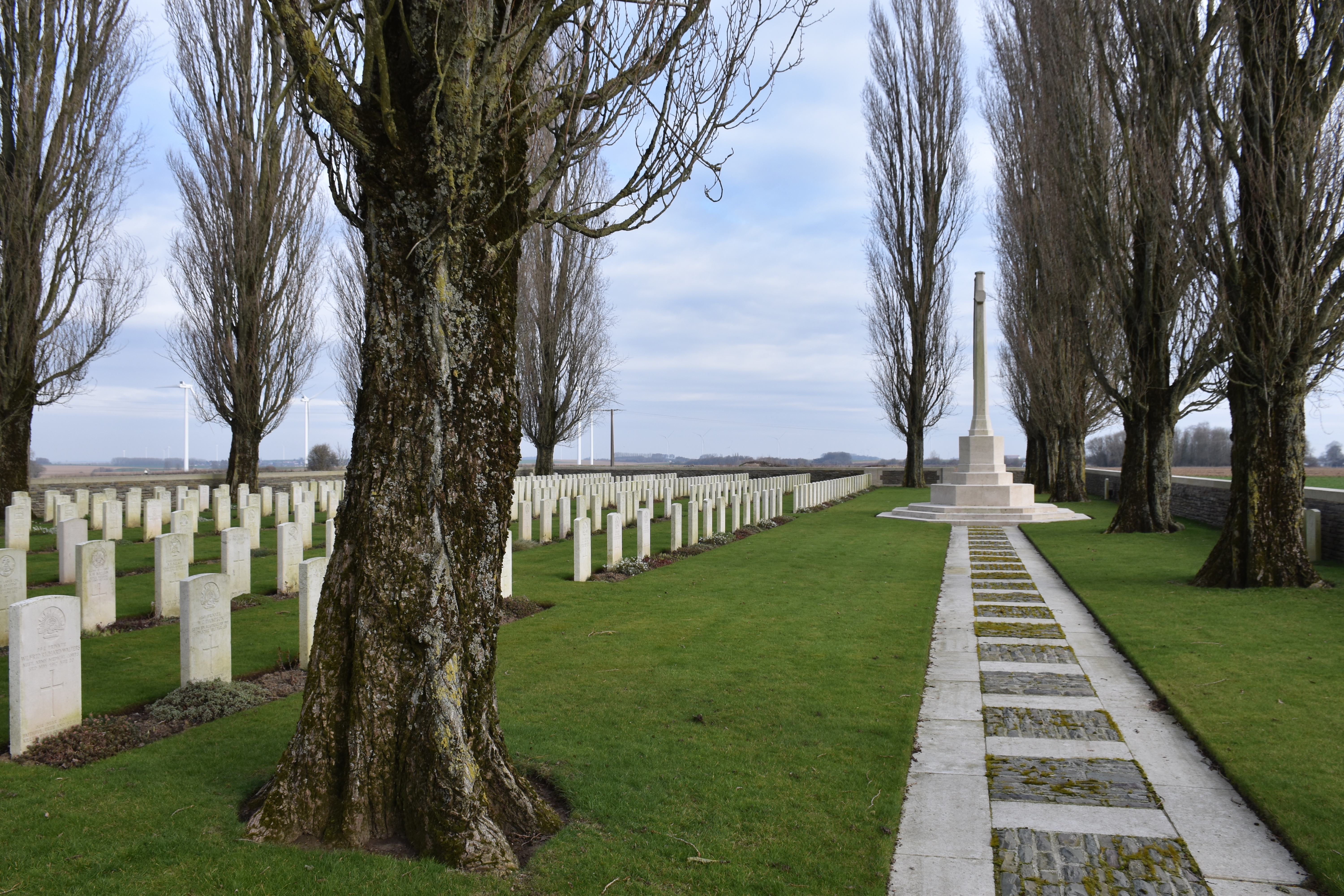
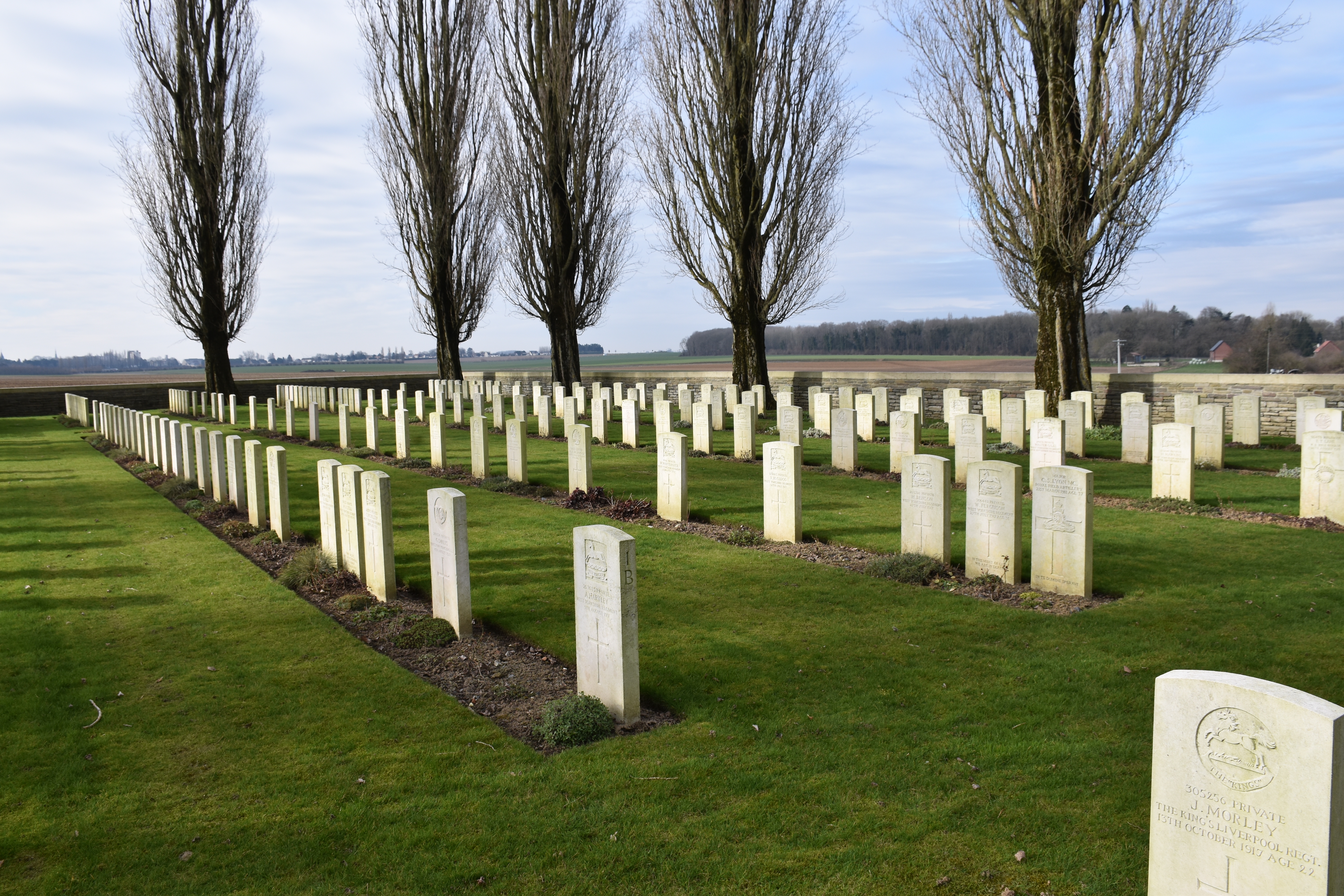
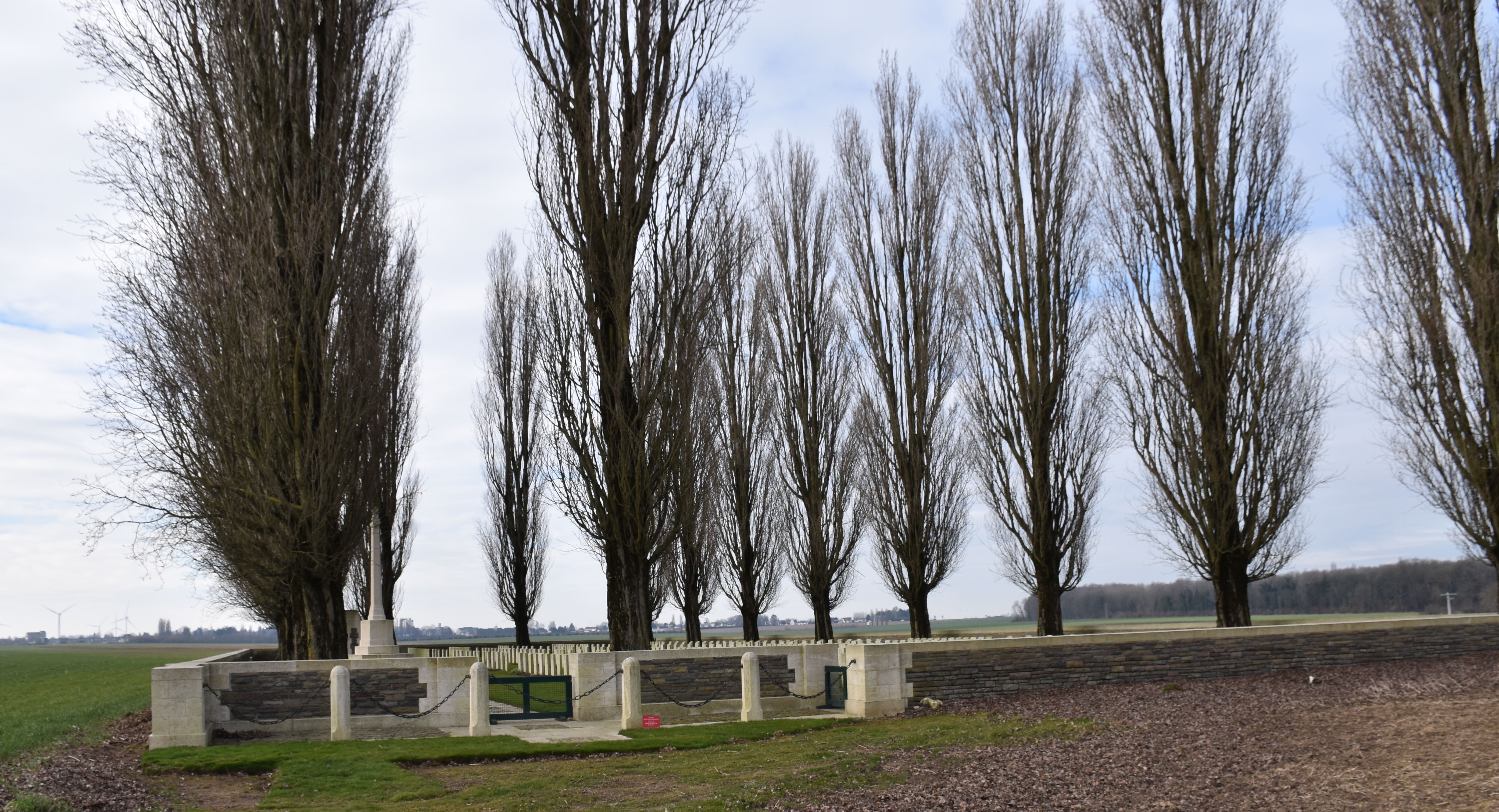
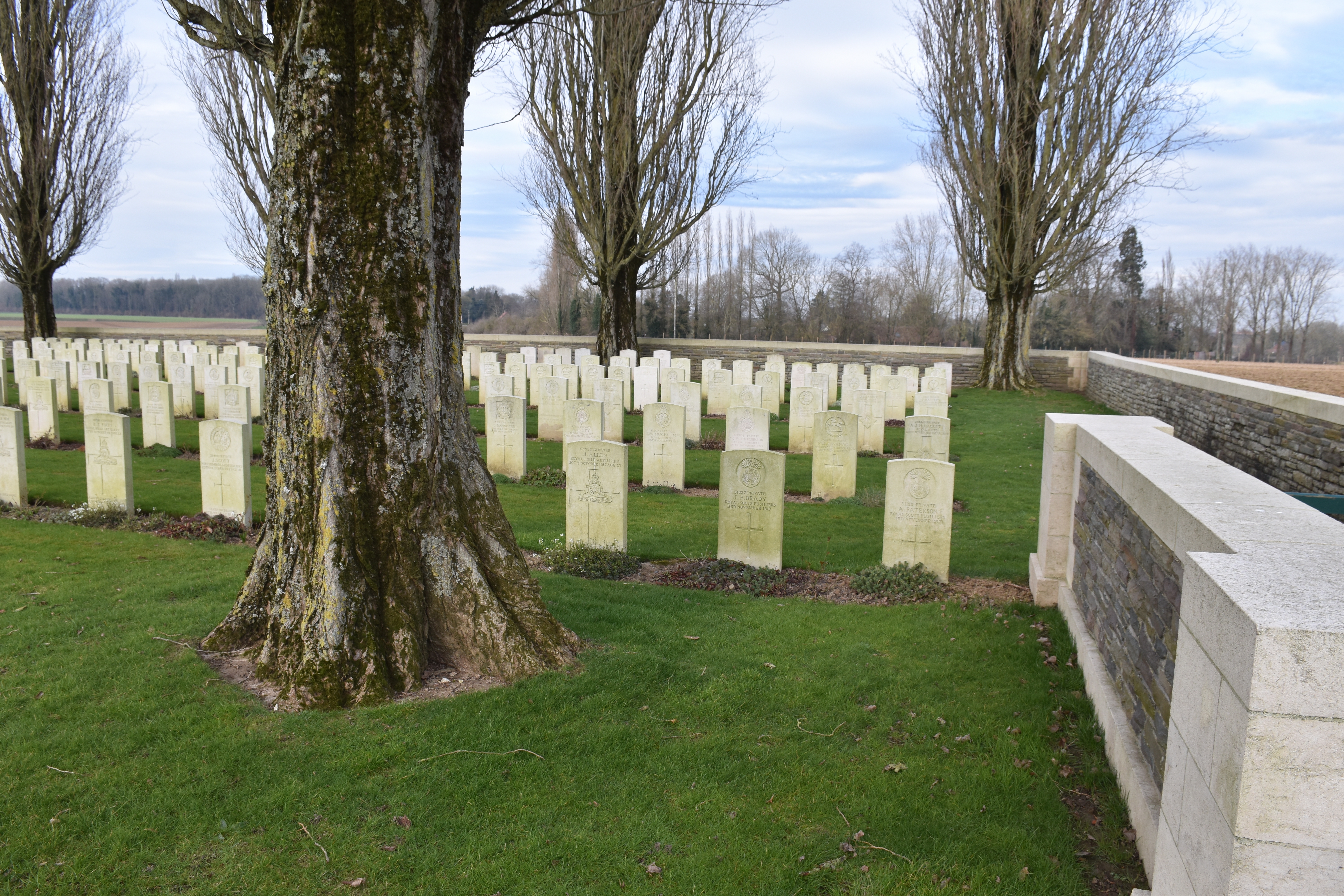
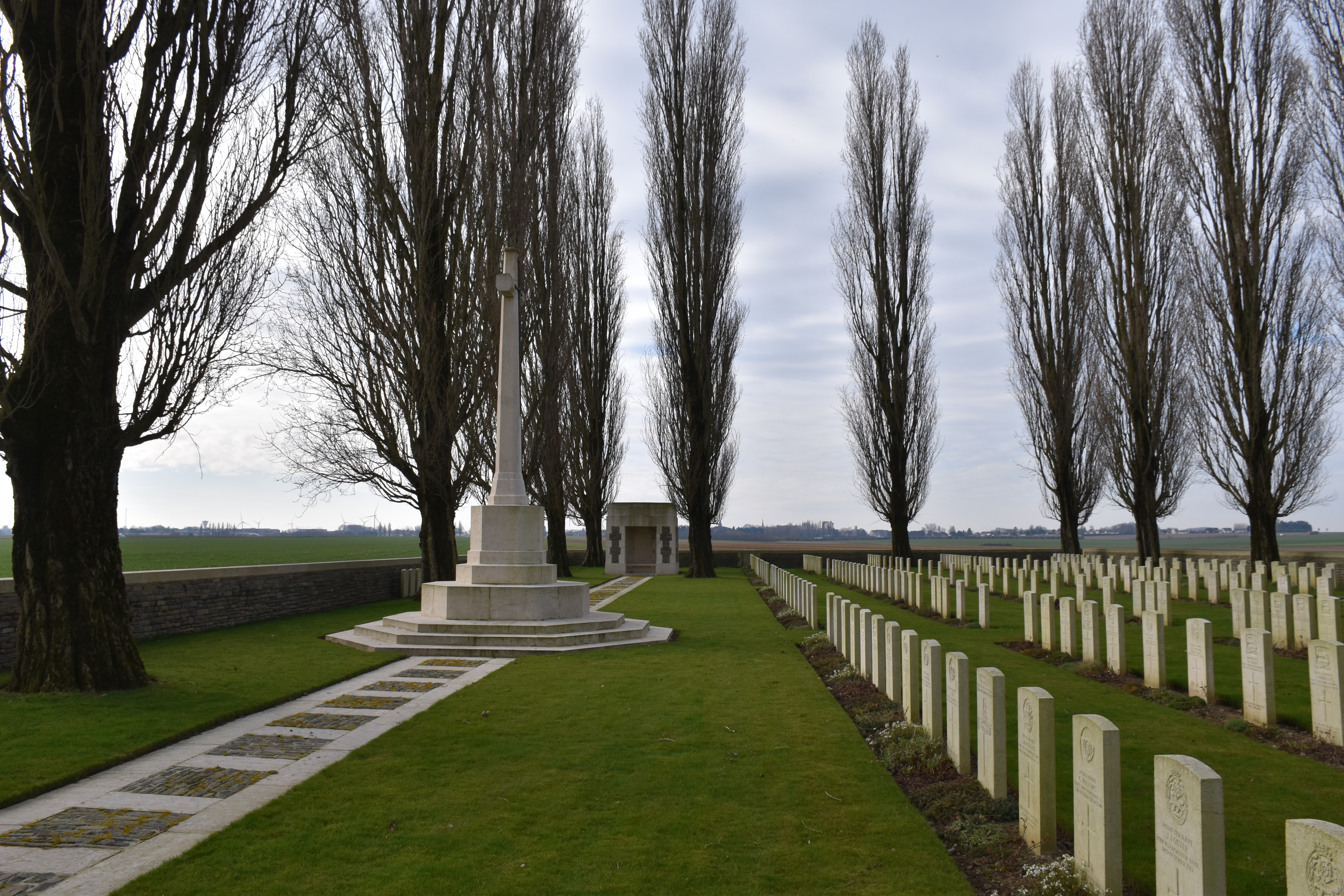
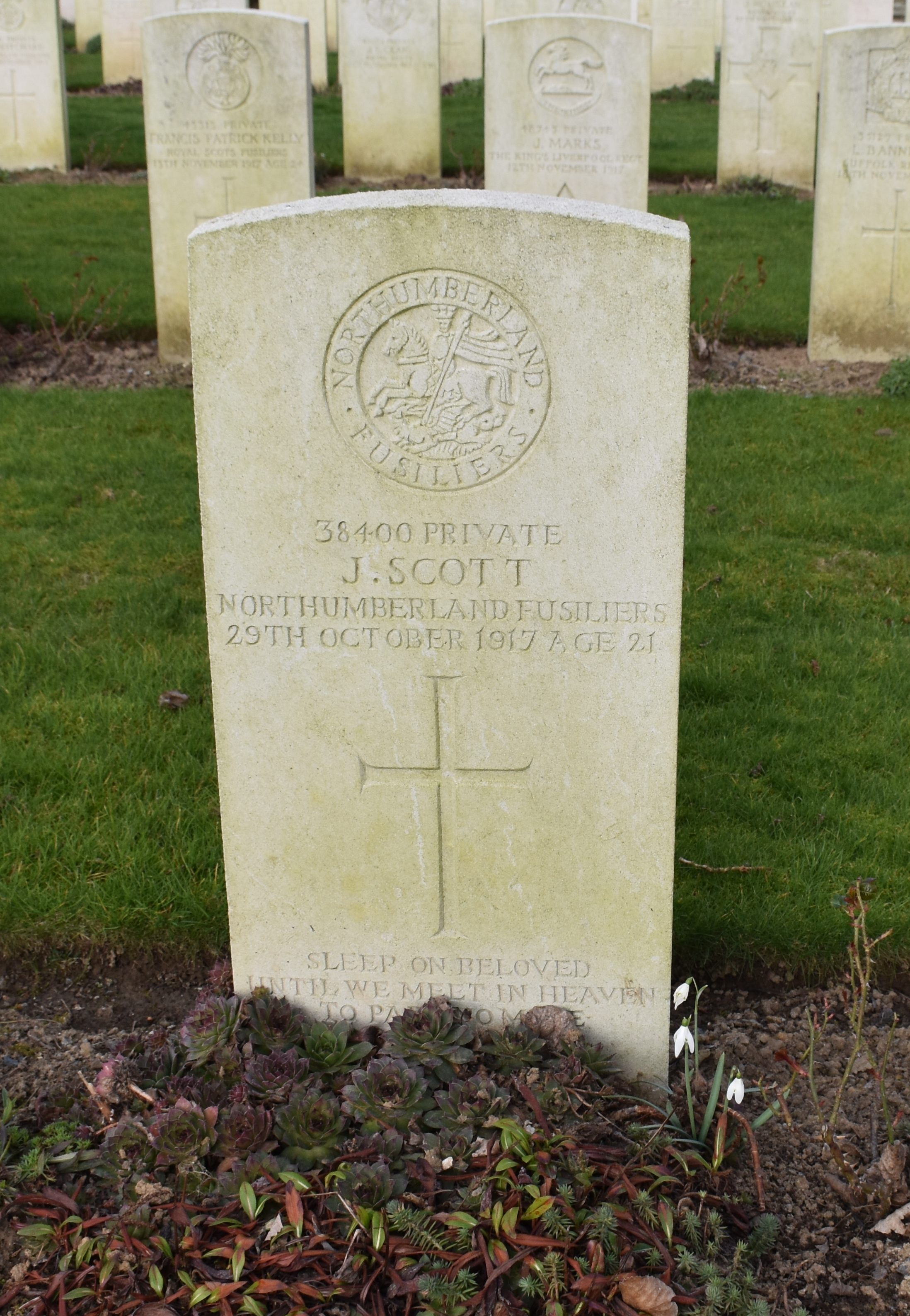

## Sépultures
| Pays             | Sépultures |
| ---------------- | ---------- |
| Royaume-Uni      | 347        |
| Australie        | 26         |
| Canada           | 1          |
| Nouvelle-Zélande | 19         |
| Afrique du Sud   | 3          |
| Allemagne        | 16         |
| Total            | 412        |

## Pour approfondir